# Ochogona friulana
Ochogona friulana är en mångfotingart som först beskrevs av Pius Strasser 1937.  Ochogona friulana ingår i släktet Ochogona och familjen knöldubbelfotingar. Inga underarter finns listade i Catalogue of Life.